# Porcellio turolensis
Porcellio turolensis es una especie de crustáceo isópodo terrestre de la familia Porcellionidae.

## Distribución geográfica
Son endémicos de los montanos de la provincia de Teruel (España peninsular).